# Isoetes histrix
Isoetes histrix ist eine Pflanzenart aus der Gattung der Brachsenkräuter (Isoetes) in der Unterfamilie der Brachsenkrautgewächse (Isoetaceae).

## Beschreibung
Isoetes histrix ist ein ausdauernder Knollen-Geophyt und erreicht mit seinen Blättern Wuchshöhen von 5 bis 15 (selten 35) Zentimeter. Den Sommer über ist die Pflanze blattlos und eingezogen. Der Stamm ist mehr oder weniger stark knollig und dreilappig.  Er wird von bleibenden, schwärzlichen Blattbasen bedeckt, die zwei 3 bis 10 Millimeter lange, steife Spitzen und dazwischen eine kurze Spitze aufweisen. Die 10 bis 40 in einer Rosette angeordneten, aufrechten bis abstehenden Blätter sind binsenförmig, 1 bis 1,5 Millimeter dick mit trapezförmigem bis fünfeckigem Querschnitt, weich, hellgrün und am Grund weißlich. Der durchsichtige, oberhalb der Sporangien stark verschmälerte Hautrand setzt sich am Blattgrund 1 bis 2 cm nach oben fort.
Die Sporangien befinden sich am Grund der Rosettenblätter in einer Grube. Sie sind von einem Schleier bedeckt. Mikro- und Megasporophylle sind gleich gestaltet. Die kugeligen, 320 bis 560 Mikrometer großen Makrosporen besitzen deutliche Kanten und sind dicht mit rundlichen Höckern besetzt. Die Mikrosporen sind 26 bis 29 Mikrometer lang, elliptisch und mit kurzen Stacheln dicht besetzt. Die Sporenreifezeit dauert von März bis Juni.
Isoetes histrix ist diploid mit einer Chromosomenzahl von 2n = 20.

## Vorkommen
Isoetes histrix ist ein mediterran-atlantisches Florenelement. Im Mittelmeerraum reicht das Verbreitungsgebiet der Art von der Iberischen Halbinsel und dem Maghreb ostwärts bis West-Anatolien. In Westeuropa, wo dieses Brachsenkraut entlang der Atlantikküste der Iberischen Halbinsel und Frankreichs bis zu den Kanalinseln vorkommt, befinden sich die nördlichsten Vorkommen in Cornwall.
Die Art wächst auf winternassen und sandigen oder kiesigen Standorten, zum Beispiel in Bewässerungsgräben oder austrocknenden Teichen, auf Kreta in Höhenlagen von 50 bis 1050 Meter.

## Systematik
Isoetes histrix wurde 1844 von dem französischen Naturforscher Jean Baptiste Bory de Saint-Vincent erstbeschrieben. Als Isoetes histrix var. subinermis Durieu hierher gestellte Pflanzen mit fehlenden oder nur bis 3 Millimeter langen Spitzen an den Blattbasen und einer Chromosomenzahl von 2n = 22, die oft mit Isoetes histrix vergesellschaftet sind,  gehören zu Isoetes gymnocarpa (Gennari) A.Braun.

## Belege
- Ralf Jahn, Peter Schönfelder: Exkursionsflora für Kreta. Mit Beiträgen von Alfred Mayer und Martin Scheuerer. Eugen Ulmer, Stuttgart (Hohenheim) 1995, ISBN 3-8001-3478-0, S. 35.